# Jim Shea (Skisportler)
James Edmund „Jim“ Shea senior (* 22. Juni 1938 in Lake Placid) ist ein ehemaliger US-amerikanischer Skilangläufer und Nordischer Kombinierer.

## Biografie
Jim Shea wuchs in Lake Placid auf, wo er sich zunächst dem Skispringen widmete. Später begann er mit dem Skilanglauf und erhielt ein Stipendium an der University of Denver, wo er 1961 Meister der National Collegiate Athletic Association um wurde. 1962 trat Shea der US-Armee bei und begann mit dem Biathlon. Bei den Olympischen Winterspielen 1964 startete er sowohl  im Skilanglauf als auch in der Nordischen Kombination. Nach seiner aktiven Karriere war er als Junioren-Trainer aktiv und war Präsident der Eastern Division der US Ski Association. Später wurde er Präsident der US Bobsled and Skeleton Association.
Bei der Eröffnungsfeier der Olympischen Winterspiele 2002 war Shea einer der Fahnenträger der Olympischen Flagge.
Sein Vater war der zweifache Olympiasieger von 1932 im Eisschnelllauf Jack Shea. Auch sein Sohn Jim Shea, Jr. wurde bei den Olympischen Winterspielen 2002 Olympiasieger im Skeleton. Damit ist die Familie Shea nach Angaben der BBC die erste Familie, die mit drei Generationen in drei verschiedenen Sportarten an Olympischen Spielen teilnahm.